# Seanina nasu
Seanina nasu ist eine unbewohnte Insel, 120 Meter von der größten estnischen Insel Saaremaa entfernt. Die Insel liegt in der Landgemeinde Saaremaa im Kreis Saare. Sie liegt in der Bucht Kõiguste laht im Kahtla-Kübassaare hoiuala.
Seanina nasu ist 240 Meter lang und 90 Meter breit.